# Masha Klinova
Masha Klinova ou Kalinova est une joueuse d'échecs soviétique puis israélienne née Macha Jarmolinskaïa (en russe : Маша Ярмолинская) le 18 novembre 1968 à Odessa. Championne d'Israël en 1992 et 2010, elle a le titre de maître international (titre mixte) depuis 2002.
Au 1er septembre 2018, elle est la troisième joueuse israélienne avec un classement Elo de 2 288 points.
Lors du championnat du monde d'échecs féminin de 2000, elle fut éliminée au premier tour par Qin Kanying.
Elle a représenté Israël lors de huit championnats d'Europe par équipes et de onze olympiades d'échecs de 1994 à 2016. L'équipe féminine d'Israël finit septième de l'Olympiade d'échecs de 1996.